# Marcgraviaceae
Marcgraviaceae là một họ thực vật có hoa thuộc bộ Ericales sinh sống trong khu vực nhiệt đới Tân thế giới. Họ này chứa 7-8 chi và khoảng 130 loài.
Các thành viên trong họ này chủ yếu là các dạng cây bụi hay cây gỗ nhỏ và dây leo với một ít cây biểu sinh thân gỗ với các lá mọc so le có gân lá hình lông chim. Hoa lưỡng tính mọc thành chùm hay bông hoặc tán ở đầu cành. Các hoa kèm theo là các lá bắc bị biến đổi thành dạng túi, dày cùi, sinh ra mật hoa. Hoa 5 cánh. Quả là dạng quả nang, chứa nhiều hạt.

## Các chi
- Caracasia
- Marcgravia, thường xếp riêng trong phân họ Marcgravioideae. Khoảng 60 loài.
- Marcgraviastrum
- Norantea
- Rectiflora
- Ruyschia
- Souroubea
- Schwartzia

## Thư viện ảnh

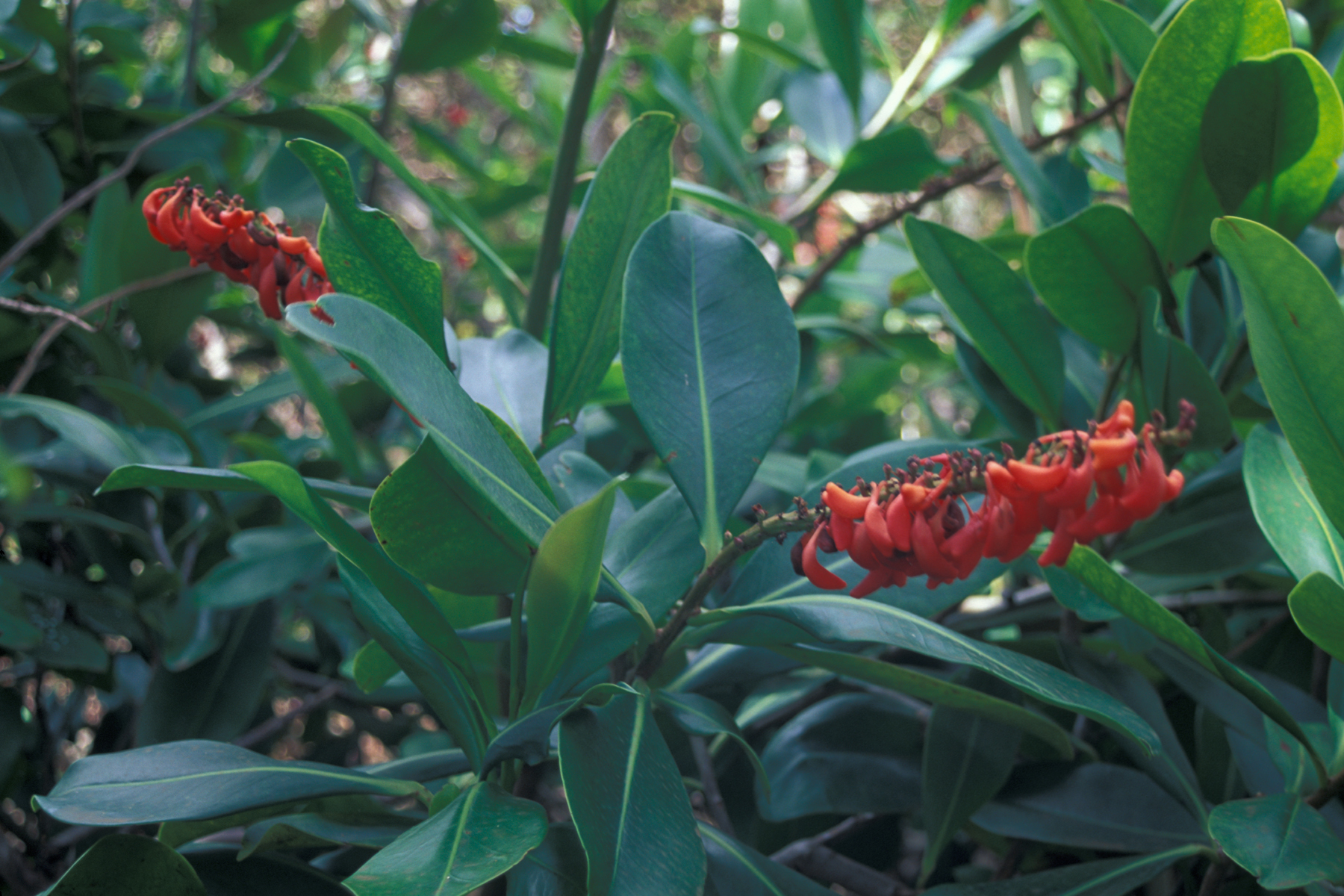
Norantea guianensis
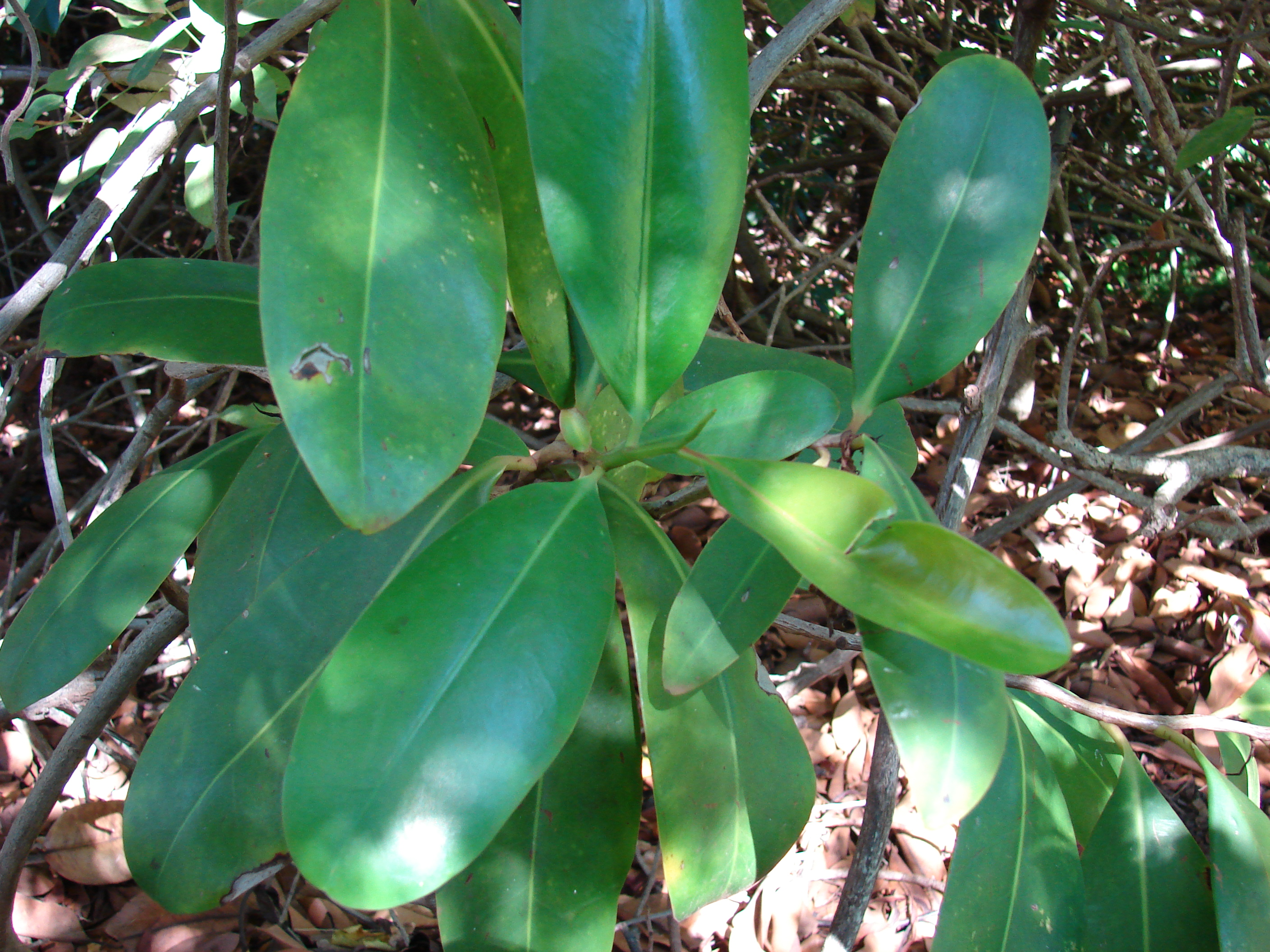
Norantea guianensis
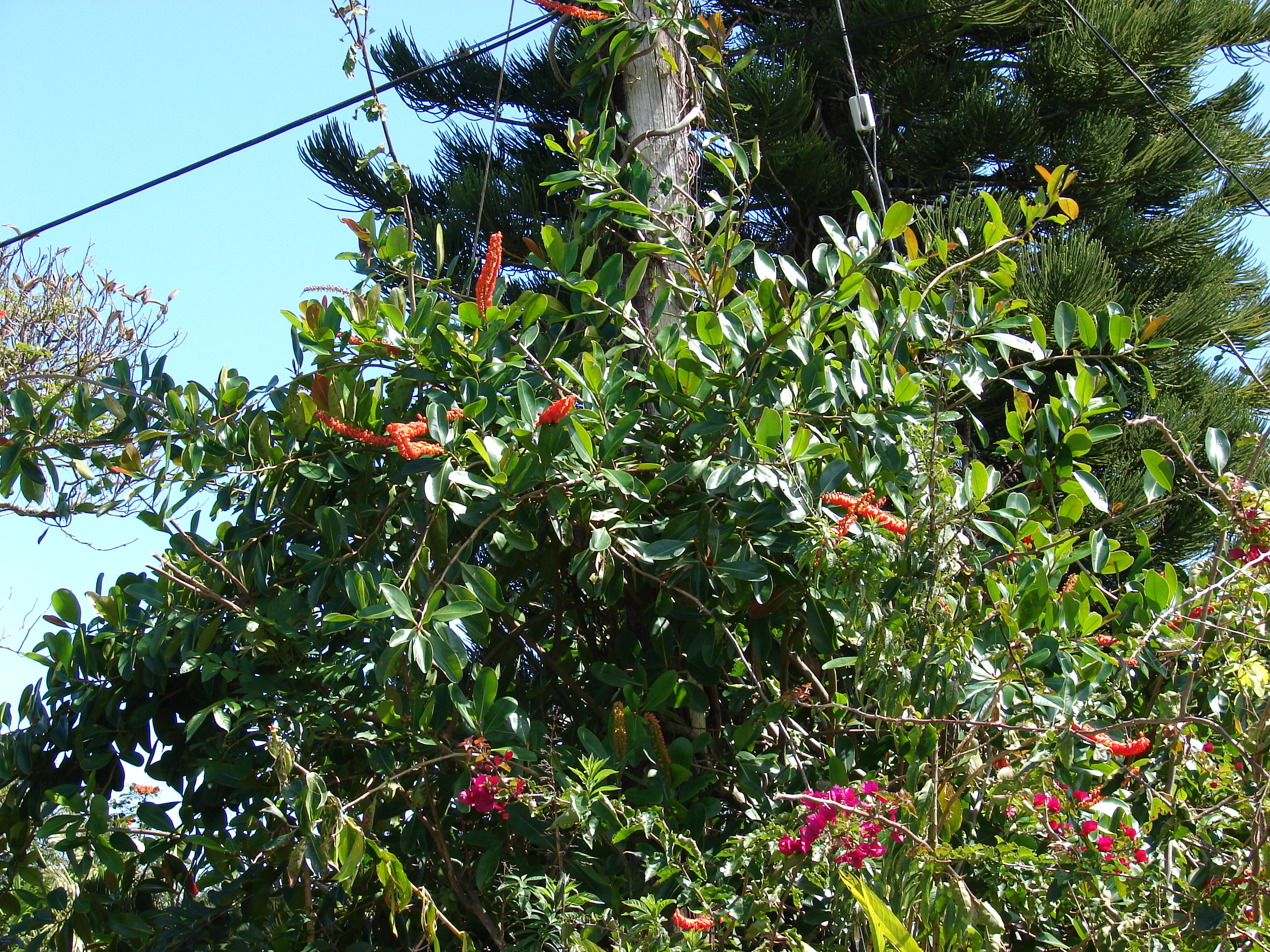
Norantea guianensis
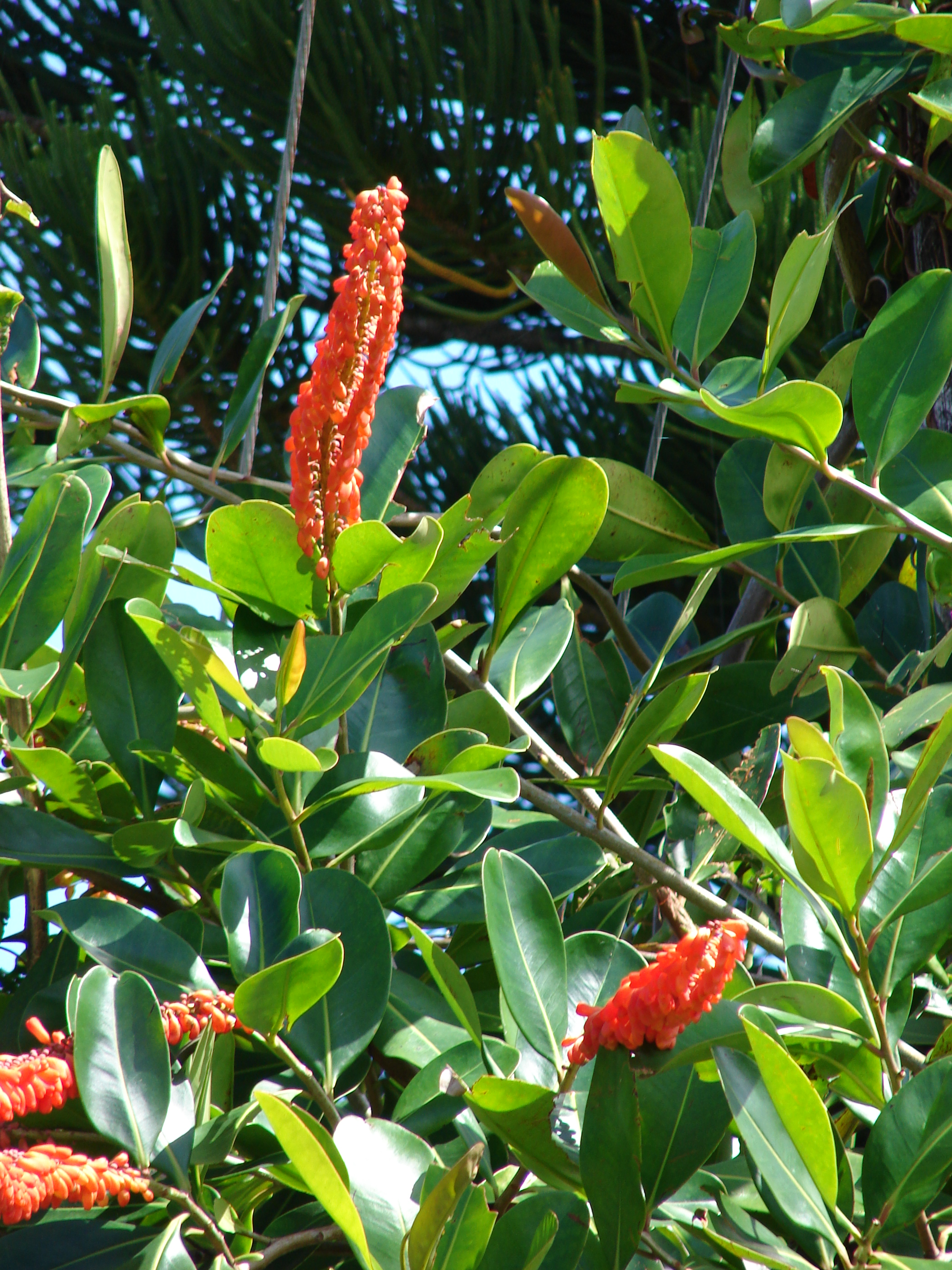
Norantea guianensis